# 克里斯蒂安·普吕多姆

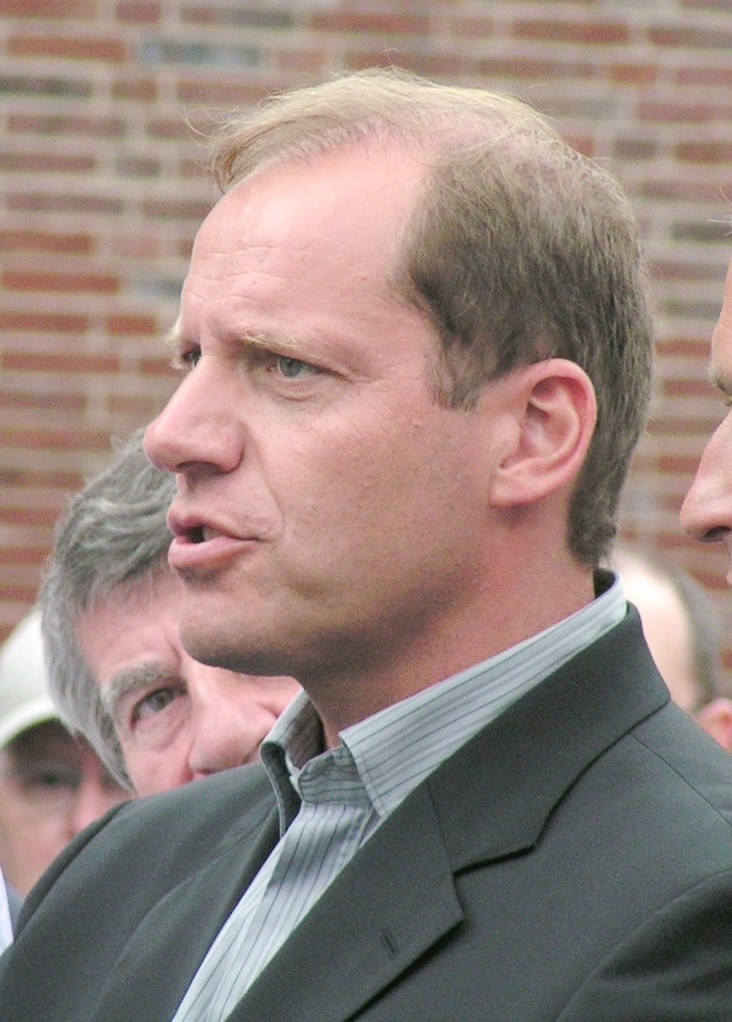
克里斯蒂安·普吕多姆

克里斯蒂安·普吕多姆（法語：Christian Prudhomme，1960年11月11日—），法国记者。1998年，他创办了有线电视频道L'Équipe TV。2005年起任环法自行车赛赛事主管。